# Frankie and Johnny
Frankie and Johnny es una película estadounidense de 1991, de género comedia dramática y romance, dirigida por Garry Marshall y protagonizada por Al Pacino y Michelle Pfeiffer. El reparto secundario estuvo conformado por Héctor Elizondo, Nathan Lane y Kate Nelligan. La trama presenta a Johnny (Pacino), un expresidiario que se decanta por la profesión de cocinero al cumplir una condena de dieciocho meses por falsificación de cheques. Ya en libertad, es contratado en un diner donde trabaja Frankie (Pfeiffer), una camarera reticente que guardará las distancias, debido a anteriores relaciones traumáticas que le hacen desconfiar de los hombres.
El guion es una adaptación hecha por Terrence McNally de su propia obra de teatro off-Broadway Frankie and Johnny in the Clair de Lune (1987), protagonizada por F. Murray Abraham y Kathy Bates. El cambio más notable en la versión fílmica es la adición de varios personajes secundarios y otras locaciones; en la obra original, solo aparecían en el escenario los dos personajes principales y la trama transcurría por completo en un departamento.
El título es una referencia a la canción popular estadounidense «Frankie and Johnny», publicada por primera vez en 1904, que cuenta la historia de una mujer que encuentra a su hombre haciendo el amor con otra mujer y lo mata a tiros. La película recibió críticas generalmente favorables y recaudó 67 millones de dólares con un presupuesto de 29 millones.

## Argumento
Una camarera con cicatrices emocionales llamada Frankie asiste al bautismo de su ahijado en Altoona (Pensilvania). Mientras tanto, un hombre de mediana edad llamado Johnny sale de prisión. Frankie regresa a su hogar en la ciudad de Nueva York para trabajar como camarera en el Apollo Cafe. El propietario, Nick, envía a su compañera de trabajo Helen a casa temprano después de que se queja de mareos. Johnny llega buscando trabajo y Nick lo contrata como cocinero de comida rápida a pesar de sus antecedentes penales. Después del trabajo, Frankie regresa a su apartamento y encuentra a un atractivo extraño, Bobby, instalando estanterías, pero resulta ser el novio de su amigo y vecino, Tim. Esa noche, Johnny contrata a una prostituta, pero solo le pide que se acueste vestida en la cama con él.
Al día siguiente, Nick anuncia a su personal que Helen ha sido hospitalizada. Frankie y su compañera de trabajo Cora visitan a Helen y comparten sus temores de morir solos como ella. Al día siguiente, después de ayudar a un hombre que tuvo un ataque epiléptico, Johnny invita a Frankie a salir, pero ella se niega. Helen muere y Frankie, Cora y su compañera camarera Nedda se sorprenden al ver a Johnny en su funeral. De vuelta al trabajo, Johnny invita nuevamente a Frankie a salir. Después de que ella se vuelve a negar, él tiene una aventura de una noche con Cora, de la que ella comparte los detalles con Frankie y Nedda.
Pasan las semanas y Johnny le pide a Frankie que sea su cita en la fiesta de despedida de un compañero de trabajo, pero ella se niega nuevamente. Él aparece en su apartamento de todos modos, donde Bobby y Tim ayudan a Frankie a decidir qué ponerse. En la fiesta, Johnny intenta convencer a Frankie de que son una buena pareja. Después de la fiesta, le compra una flor y la convence de que lo lleve de regreso a su apartamento, donde pasan la noche juntos.
Ahora convencido de que están destinados a estar juntos, Johnny aparece en su noche de bowling y le profesa su amor. Frankie argumenta que no puede amarla después de un período de tiempo tan corto y revela que ella no puede tener hijos después de que Johnny menciona el inicio de una familia. Posteriormente, Frankie evita a Johnny, no responde a sus llamadas telefónicas y cambia sus turnos. Sin embargo, Johnny también cambia de turno y logran hablar. Johnny confiesa que está divorciado y tiene dos hijos a los que no ha visto desde que salió de la cárcel por falsificar cheques. Frankie lo anima a que los vea y le confiesa que su último novio la engañó con su mejor amiga.
Después del trabajo, Johnny acompaña a Frankie a su apartamento, donde hablan de sus vidas y escuchan «Clair de Lune». Sin embargo, la intimidad incomoda a Frankie y discuten. Ella le pide que se vaya, pero antes de hacerlo, él llama a la estación de radio y les pide que toquen un bis de «Clair de Lune». Frankie confiesa que un novio anterior había abusado físicamente de ella, lo que en un momento le provocó un aborto espontáneo que la hizo incapaz de tener hijos. Frankie invita a Johnny a quedarse y ven el amanecer juntos.

## Reparto
- Al Pacino - Johnny
- Michelle Pfeiffer - Frankie
- Héctor Elizondo - Nick
- Nathan Lane - Tim
- Kate Nelligan - Cora
- Jane Morris - Nedda
- Greg Lewis - Tino
- Al Fann - Luther
- Ele Keats - Artemis
- Glenn Plummer - Peter
- Sean O'Bryan - Bobby
- Phil Leeds - Sr. DeLeon
- Frank Campanella - Cliente jubilado
- Elizabeth Kerr - Cliente de la tercera edad
- Al Sapienza - Compañero de cuarto de Peter
- Tracy Reiner - Abogada en la fiesta
- Shannon Wilcox - Christine la prostituta
- K Callan - Medre de Frankie
- Frank Buxton - Pastor
- Dedee Pfeiffer - Prima de Frankie

## Producción
La película Star Trek VI: Aquel país desconocido se estaba filmando en un estudio cercano a la locación de Frankie and Johnny y Garry Marshall consiguió que los actores William Shatner (James T. Kirk), Leonard Nimoy (Spock) y DeForest Kelley (Leonard McCoy) aparecieran con la vestimenta de sus personajes por fuera del encuadre de la cámara, del otro lado de una puerta, con el fin de provocar la sorpresa genuina de Al Pacino cuando este la abriese. Pacino reveló más tarde: «Todos se reían. Y yo hice como que me reía, ya que se habían tomado el trabajo de hacerlo», y explicó que nunca había visto Star Trek y que solo conocía a Shatner.
Pacino comentó sobre su personaje que quería «hacerlo lo más físicamente anónimo posible. Que cuando lo miraras, pareciera un tipo cualquiera». Con esa idea, el actor se familiarizó con ambiente y las técnicas de la cocina rápida asistiendo a un diner de Manhattan.

## Recepción

### Crítica
Frankie and Johnny tiene una puntuación positiva del 69 % en Rotten Tomatoes, según 35 reseñas, lo que indica críticas generalmente positivas.
Peter Travers escribió para la Rolling Stone: «No ha habido una comedia romántica más aguda, descarada y conmovedora este año... no se puede negar la sincronización experta de Marshall. Este es el mejor trabajo del director hasta ahora... En su celebración de optimismo cauteloso, Frankie and Johnny se convierte en la historia de amor perfecta para estos tiempos difíciles». Janet Maslin de The New York Times escribió: «En las manos hábilmente manipuladoras de Garry Marshall, quien ha dirigido a partir de un guion del Sr. McNally, Frankie and Johnny ha sido remodelada con un infalible exceso de sentimentalismo. 'Infalible' es la palabra clave... Pero de alguna manera, el Sr. Marshall, el Sr. McNally y sus magníficos actores principales son capaces de conservar la intimidad de su material. También conservan la cautela fundamental de la historia sobre el romance, incluso cuando todo lo relacionado con la Sra. Pfeiffer y el Sr. Pacino hace que el público se pregunte por qué no caen simplemente en los brazos del otro». Rita Kempley de The Washington Post escribió: «En su odisea desde el escenario a la pantalla grande, Frankie and Johnny ha pasado por una metamorfosis desde el romance de patitos feos a un San Valentín de cuello azul cubierto de caramelo». Time Out lo resumió así: «Pacino usa un chaleco y un pañuelo y sueña despierto con su papel. Pfeiffer actúa desaliñada. Marshall dirige como si Marty nunca hubiera existido».
Se prestó mucha atención a las controvertidas elecciones de casting de Al Pacino y Michelle Pfeiffer, dos actores percibidos como «hermosas estrellas de cine» con glamour de Hollywood, elegidos para interpretar a «personitas solitarias que luchan por encontrar el amor», papeles originalmente interpretados por los actores «corrientes» Kenneth Welsh y Kathy Bates. Stephen Farber de Movieline escribió: «Michelle Pfeiffer ofrece una actuación muy hábil y ganadora en Frankie and Johnny, pero es inadecuada para el papel de una camarera sencilla y cansada del mundo. Mientras que Pfeiffer ha protestado ante los entrevistadores declarando que la belleza física no puede garantizar la felicidad, el hecho es que cualquier persona tan hermosa como ella tiene muchas más opciones que alguien que se parece a Kathy Bates. El elenco de estrellas le quita al material algo de su conmoción». The Washington Post escribió que «elegir a Michelle Pfeiffer para un papel escrito para Kathy Bates va a tener un efecto definitivo en el peso dramático de la historia. Eso no quiere decir que Pfeiffer no esté fantástica o que esta no sea la película alentadora de la temporada. Es sólo ... bueno, imagina a Kevin Costner como Marty». Variety afirmó que nadie «creería que Pfeiffer no ha tenido una cita desde que Ronald Reagan fue presidente y no importa cuánto intente parecer sencilla, no hay manera de ocultar que se pone más hermosa todo el tiempo». Sin embargo, el guionista y autor de la obra original, Terrence McNally, sostuvo que «nunca se trató de una mujer que no fuese físicamente atractiva», y agregó que las mujeres «hermosas» son tan susceptibles a estar «emocionalmente aisladas y frustradas... como Frankie».
Algunas críticas elogiaron a Pfeiffer por su actuación, en particular reseña de la Rolling Stone, que la calificó como «un triunfo. Se encuentra entre ese grupo enrarecido de actrices (Anjelica Huston, Meryl Streep) cuyo trabajo nos sigue sorprendiendo. Su actuación poderosamente sutil puede hacernos cosquillas en los huesos o perforarnos el corazón con una habilidad asombrosa». The New York Times escribió que «la extraordinaria belleza de la Sra. Pfeiffer hace que su interpretación afinada y profundamente persuasiva como la dura y temerosa Frankie sea mucho más sorprendente». Pacino también recibió elogios de la crítica. La Rolling Stone escribió: «Pacino, cuyo trabajo reciente ha sido lúgubre (El padrino III) o amplio (Dick Tracy), muestra un verdadero talento para la delicadeza cómica». The New York Times escribió que «Pacino no ha sido tan atractivo desde sus días de Tarde de perros y hace que el interminable iniciativa de Johnny de cortejar a Frankie sea un placer. Sus escenas a solas con Pfeiffer tienen una precisión y honestidad que mantienen a raya los aspectos sensibles de la película». Variety, sin embargo, lo describió como "«un perro cálido y babeante que no puede dejar a la gente en paz, el Johnny de Pacino se muestra muy fuerte y su notable necesidad es por momentos excesiva». Kate Nelligan fue elogiada por su papel secundario; The New York Times escribió que «Kate Nelligan, casi irreconocible, es extraordinariamente agradable como la que masca chicle y la loca de los hombres». La Rolling Stone afirmó que «ver a esta actriz de la Royal Shakespeare Company soltarse con esta actuación audaz y atrevida es uno de los mayores placeres de la película».
La película recaudó 22,8 millones de dólares en los Estados Unidos y Canadá, y 44 millones en el resto del mundo, alcanzando un total de 67 millones de dólares.

### Premios y nominaciones
Michelle Pfeiffer fue candidata al Globo de Oro a la mejor actriz en una comedia o musical, pero el premio se lo llevó Bette Midler por For the Boys. Por su parte, Kate Nelligan ganó el BAFTA a la mejor actriz de reparto y premio National Board of Review a la mejor actriz de reparto.
La película fue candidata a ser incluida en la lista 100 años... 100 pasiones del American Film Institute. Además fue incluida en la lista de las diez mejores películas del año según el National Board of Review.